# Valøya
Valøya – wieś w Norwegii w okręgu Trøndelag w gminie Nærøysund. Znajduje się na zachodnim krańcu wyspy Ytter-Vikna w archipelagu Vikna, około 40 km na zachód od ośrodka administracyjnego Rørvik. W wiosce znajduje się drewniana kaplica Valøy.